# 维利耶沙勒马涅
维利耶沙勒马涅（法語：Villiers-Charlemagne，法語發音：[vilje ʃaʁləmaɲ]）是法国马耶讷省的一个市镇，位于该省南部，属于贡捷堡区。

## 地名
“沙勒马涅”（Charlemagne）是查理大帝的法语名。

## 地理
维利耶沙勒马涅（47°55'20"N, 0°40'35"W）面积27.57 平方千米，位于法国卢瓦尔河地区大区马耶讷省，该省份为法国西北部内陆省份，北起芒什省和奧恩省，西接伊勒-维莱讷省，南至曼恩-卢瓦尔省，东临萨尔特省。
与维利耶沙勒马涅接壤的市镇（或旧市镇、城区）包括：曼恩地区勒比尼翁、昂特拉姆、弗罗芒蒂耶尔、乌赛、曼恩地区迈松塞勒、奥里涅、吕耶-弗鲁瓦丰、拉罗什讷维尔。
维利耶沙勒马涅的时区为UTC+01:00、UTC+02:00（夏令时）。

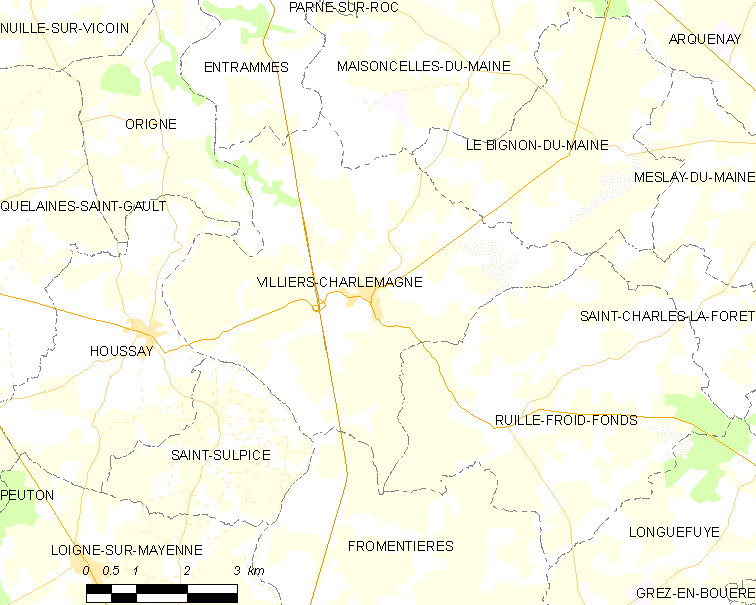
维利耶沙勒马涅的OSM定位图

## 行政
维利耶沙勒马涅的邮政编码为53170，INSEE市镇编码为53273。

## 政治
维利耶沙勒马涅所属的省级选区为梅莱迪迈讷县。

## 人口

1962-2008年间维利耶沙勒马涅人口变化图示

维利耶沙勒马涅于2022年1月1日时的人口数量为1080人。